# Alsheide

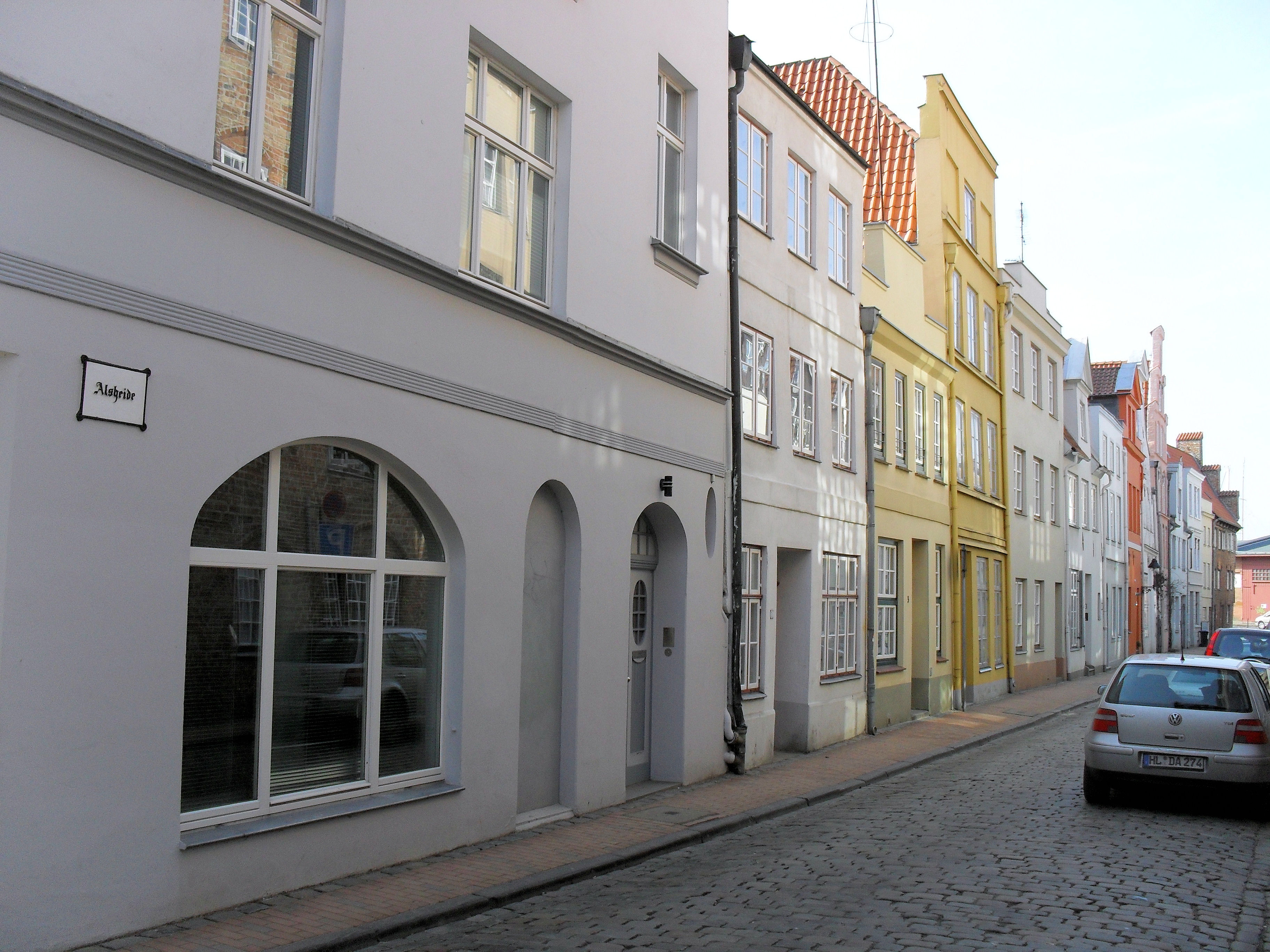
Die Alsheide, Blick in Richtung Untertrave

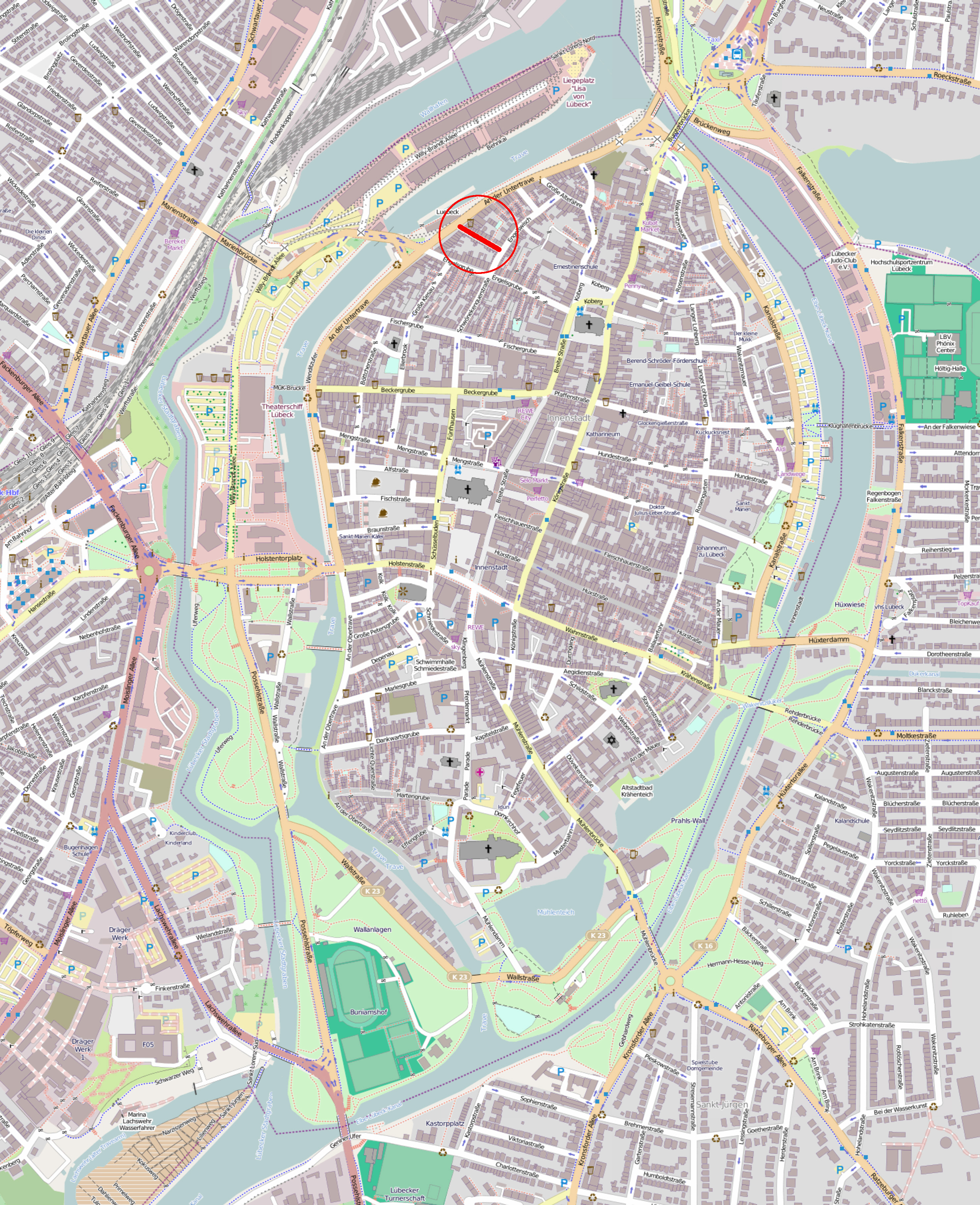
Die Lage der Alsheide, rot markiert

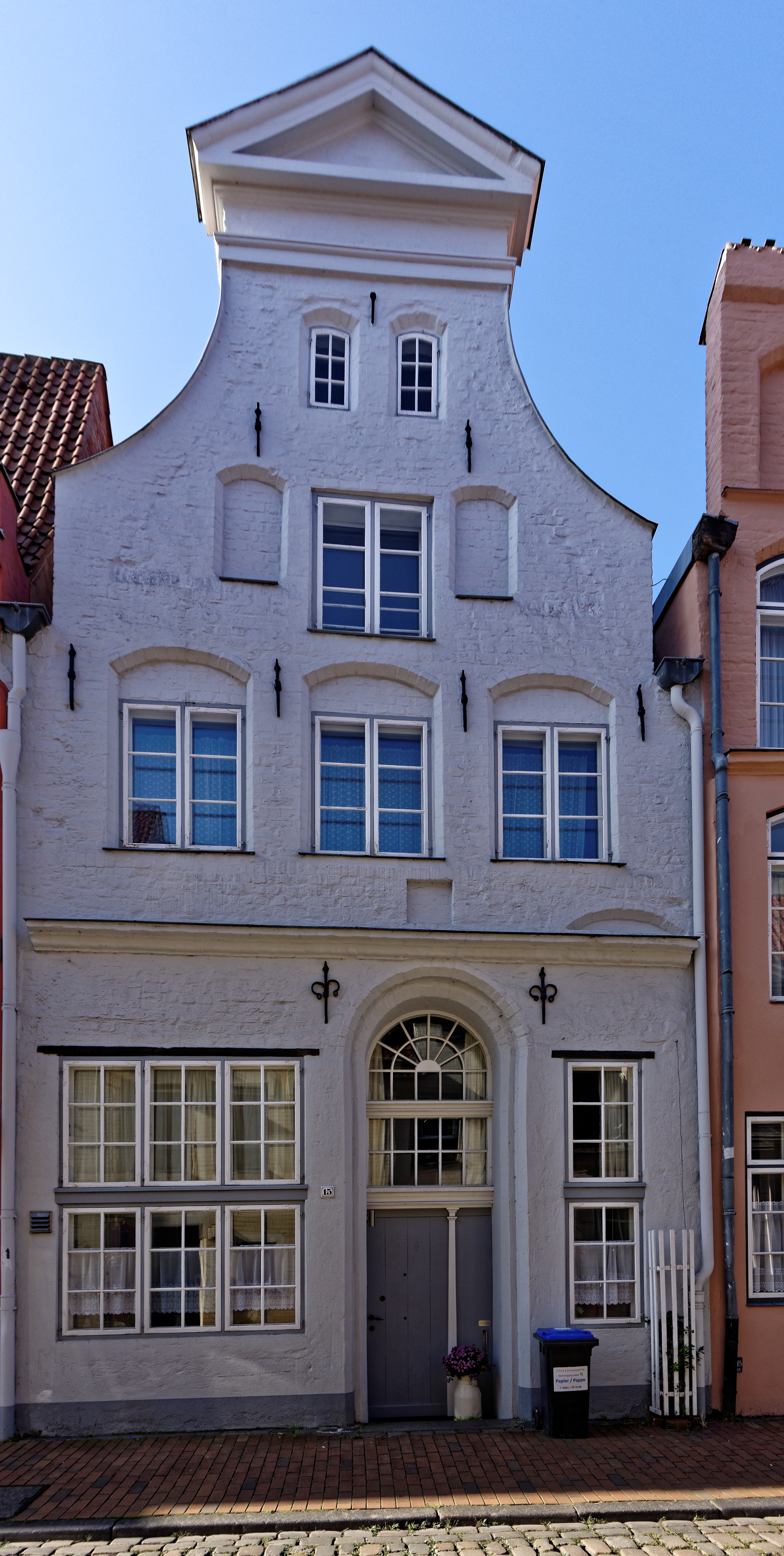
Alsheide 15

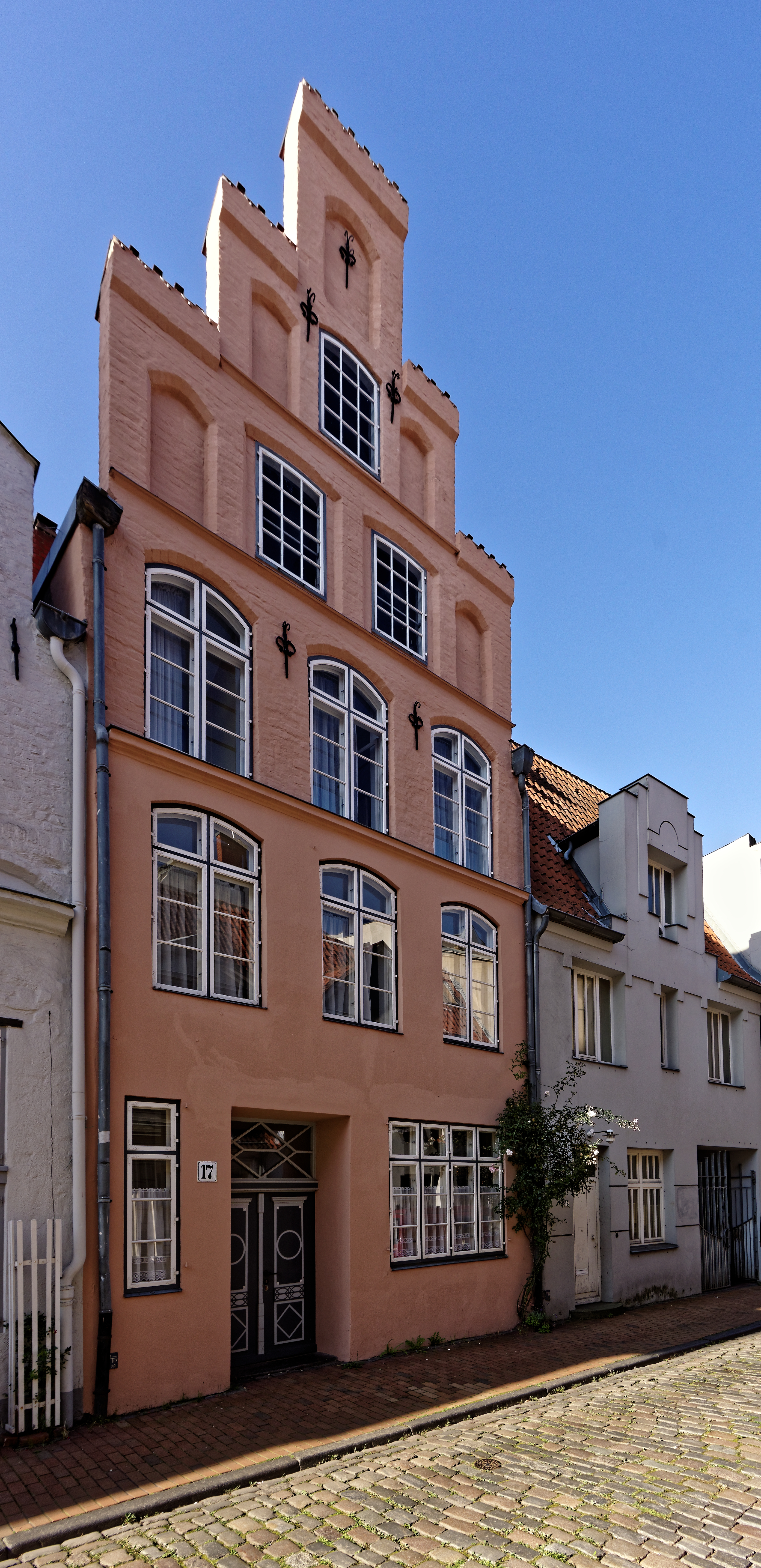
Alsheide 17

Die Alsheide ist eine Straße der Lübecker Altstadt.

## Lage
Die Alsheide befindet sich im nordwestlichen Teil der Altstadtinsel (Marien-Magdalenen Quartier). Sie verbindet die Engelswisch und An der Untertrave, wobei sie annähernd in Ost-West-Richtung verläuft.

## Geschichte
Der Name der Alsheide leitet sich vermutlich davon ab, dass die Straße nahe der Trave im 13. Jahrhundert auf einem Geländerücken angelegt wurde, der im Unterschied zu den umgebenden, niedriger gelegenen feuchten Uferwiesen trockener Boden war, also Heide. Die Vorsilbe Al- ist im Niederdeutschen verstärkend und unterstreicht die Besonderheit der trockenen Lage zusätzlich.
1329 wird die Straße erstmals als Platea quae dictur de Alheide (Straße, genannt an der Heide) urkundlich erwähnt. 1361 findet sich die Bezeichnung Alesheide, und in den folgenden Jahrhunderten treten in Dokumenten diverse Varianten auf, die teils irreführend sind. So ist sie 1616 als Aalsheide verzeichnet, 1785 als Aldesheide. Im 18. Jahrhundert war umgangssprachlich die Form Allein Heidestraße verbreitet. Der heutige Name ist seit 1852 amtlich festgelegt.

## Bauwerke
- Alsheide 15, Backsteinrenaissance-Giebelhaus von etwa 1600, 1785 klassizistisch umgestaltet
- Alsheide 17, Backsteinrenaissance-Giebelhaus von etwa 1600